# Schefflera crassilimba
Schefflera crassilimba är en araliaväxtart som beskrevs av David Gamman Frodin. Schefflera crassilimba ingår i släktet Schefflera och familjen araliaväxter. Inga underarter finns listade.